# 東六鄉
東六鄉（日语：／ Higashi-rokugō */?）是東京都大田區的町名。現行行政地名為東六鄉一丁目至東六鄉三丁目。2013年8月1日為止的人口有10,672人。郵遞區號為144-0046。

## 地理
位於東京都大田區東南部。北鄰大田區南蒲田。東與東南鄰大田區南六鄉。南與神奈川縣川崎市川崎區本町、旭町、港町之間以多摩川為界。西及西北與大田區仲六鄉之間以第一京濱為界。町內主要為住宅地。

## 歷史
1937年（昭和12年）六鄉町、雜色町、出雲町各一部分合併為東六鄉一～四丁目。1966年（昭和41年）實施住居表示，東六鄉大部分地區重新編制為現行的東六鄉。

### 地名由來
意為六鄉地區的東部。

## 交通
町域內沒有鐵路車站，西方有京急本線雜色站與六鄉土手站。
路線巴士方面，六鄉橋停留所有往川崎站的巴士路線，往羽田機場、羽田車庫、森崎的巴士路線，蒲田站東口的巴士路線，大師橋下、羽田車庫的巴士路線（路線皆是京急巴士）。

## 設施
- 東京都立城南特別支援學校
- 東京都立六鄉工科高等學校
- 大田區立東六鄉小學校
- 大田區立六鄉小學校
- 觀乘寺
- 六鄉神社

## 備註
1. ↑  .   [2013-08-26]. （原始内容存档于2014-02-18）.